# 香港匹克球場列表
香港匹克球場列表是指香港現時存在的匹克球場列表，包括由多用途場地加上匹克球網及地線改變用途供比賽或訓練的匹克球場，營運機構包括康樂及文化事務署、俱樂部或學校等。
| 香港島   |                                    |                                          |                                                     |                              |
| 行政區劃 | 匹克球場名稱                       | 地址                                     | 類型                                                | 營運機構                     |
| 東區     | 中華基金中學                       | 小西灣富欣道9號                          | 綜合運動場（作射箭、手球、匹克球、網球及排球訓練）  | 中華基金中學                 |
| 東區     | 鰂魚涌體育館                       | 鰂魚涌街38號鰂魚涌市政大廈7樓            | 原為室內多用途場館                                  | 康樂及文化事務署             |
| 南區     | 赤柱體育館                         | 赤柱市場道6號赤柱市政大廈地面上層        | 原為室內多用途場館                                  | 康樂及文化事務署             |
| 南區     | 212HK                              | 黃竹坑香葉道22號15-16/F                  | 室內                                                | 212HK                        |
| 南區     | ACE匹克球中心                      | 黃竹坑香葉道22號12/F ，數碼港商場商舖205 | 室內                                                | Asia Aces Pickleball Academy |
| 中西區   | PICKLE & CLUB                      | 堅尼地城卑路乍街8號西寶城UG01            | 室內                                                | PICKLE & CLUB                |
| 中西區   | 雅辰會                             | 上環干諾道中200號信德中心4-5樓           | 2個室外                                             | 雅辰會                       |
| 灣仔區   | 香港中華游樂會                     | 大坑銅鑼灣道123號C座天台                 | 天台室外2個                                         | 香港中華游樂會               |
| 灣仔區   | 南華會-賽馬會運動場                | 加路連山道88號                           | 1個室外                                             | 南華體育會                   |
| 灣仔區   | Bay Pickle 天后                    | 天后木星街23號地下1-2號                  | 1個室內                                             | Bay Pickle                   |
| 灣仔區   | Stackd Pickleball                  | 灣仔皇后大道東183號合和商場3樓337-338號  | 3個室內                                             | Stackd Pickleball            |
| 灣仔區   | 寶雲道臨時遊樂場                   | 香港灣仔寶雲道                           | 原為戶外羽毛球場                                    | 康樂及文化事務署             |
| 九龍區   |                                    |                                          |                                                     |                              |
| 行政區劃 | 匹克球場名稱                       | 地址                                     | 類型                                                | 營運機構                     |
| 油尖旺區 | 花園街體育館                       | 旺角花園街123A號花園街市政大廈13樓       | 原為室內多用途場館                                  | 康樂及文化事務署             |
| 油尖旺區 | 廣東道遊樂場 (1號羽毛球場)         | 九龍廣東道176號                          | 原為戶外羽毛球場                                    | 康樂及文化事務署             |
| 黃大仙區 | 竹園體育館                         | 竹園道10號竹園體育館                     | 原為室內多用途場館                                  | 康樂及文化事務署             |
| 觀塘區   | 鯉魚門體育館                       | 九龍油塘鯉魚門市政大廈2樓至5樓           | 原為室內多用途場館                                  | 康樂及文化事務署             |
| 觀塘區   | Pick & Match                       | 九龍灣宏照道38號企業廣場五期L13-3        | 3個室內                                             | Pick & Match                 |
| 觀塘區   | PICKLE.READY                       | 九龍灣宏照道323號第一集團中心801室       | 室內                                                | PICKLE.READY                 |
| 九龍城區 | 九龍仔公園                         | 九龍城延文禮士道13號                     | 原為中國香港網總網球中心                            | 中國香港網球總會             |
| 九龍城區 | 啟德體育園                         | 九龍啟德承啟道38-39號啟德體育園北斗園    | 有蓋硬地球場                                        | 啟德體育園                   |
| 深水埗區 | 長沙灣體育館                       | 九龍長沙灣道及興華街交界                 | 原為室內多用途場館                                  | 康樂及文化事務署             |
| 深水埗區 | 深水埗區議會仁愛堂美孚鄰舍活動中心 | 荔枝角美孚葵涌道2號                      | [ 12 ]                                              | 仁愛堂有限公司               |
| 新界區   |                                    |                                          |                                                     |                              |
| 行政區劃 | 匹克球場名稱                       | 地址                                     | 類型                                                | 營運機構                     |
| 西貢區   | 西沙GO PARK                        | 西沙海映路9號                            | 室外2個, 另設 3標準匹克球場/國際標準籃球場 綜合場地 | 西沙GO PARK                  |
| 西貢區   | 翠林體育館                         | 將軍澳翠林邨翠林體育館                   | 原為室內多用途場館                                  | 康樂及文化事務署             |
| 西貢區   | 博愛醫院八十週年鄧英喜中學         | 西貢區將軍澳唐賢里2號                    | 室外9個                                             | 博愛醫院八十週年鄧英喜中學   |
| 沙田區   | 美林體育館                         | 沙田大圍美林邨第三期                     | 原為室內多用途場館                                  | 康樂及文化事務署             |
| 沙田區   | 香港沙田萬怡酒店                   | 沙田石門安平街1號                        | 室外                                                | 香港沙田萬怡酒店             |
| 大埔區   | 富亨體育館                         | 大埔富亨邨商場一樓富亨體育館             | 原為室內多用途場館                                  | 康樂及文化事務署             |
| 北區     | 打鼓嶺遊樂場                       | 新界打鼓嶺坪輋路                         | 原為戶外羽毛球場                                    | 康樂及文化事務署             |
| 北區     | 大頭嶺休憩處                       | 新界上水寶石湖路大頭嶺村                 | 原為戶外羽毛球場                                    | 康樂及文化事務署             |
| 元朗區   | 朗屏體育館                         | 元朗朗屏邨朗屏商場2樓202號               | 原為室內多用途場館                                  | 康樂及文化事務署             |
| 元朗區   | 錦綉花園鄉村俱樂部                 | 元朗錦綉花園紅荷路                       | 室外4個                                             | 錦綉花園鄉村俱樂部           |
| 屯門區   | 屯門公園(1號羽毛球場)              | 屯門鄉事會路                             | 原為戶外羽毛球場                                    | 康樂及文化事務署             |
| 荃灣區   | 珀林路花園                         | 荃灣馬灣田寮新村                         | 原為戶外羽毛球場                                    | 康樂及文化事務署             |
| 荃灣區   | Bay Pickle D．PARK                 | 荃灣D．PARK愉景新城1樓中庭               |                                                     | Bay Pickle                   |
| 葵青區   | 長發體育館                         | 新界青衣長發邨長發廣場4字樓              | 原為室內多用途場館                                  | 康樂及文化事務署             |
| 葵青區   | 葵盛圍遊樂場                       | 新界葵涌葵盛圍                           | 原為戶外羽毛球場                                    | 康樂及文化事務署             |
| 葵青區   | 大連排道遊樂場                     | 新界葵涌大連排道                         | 原為戶外五人足球場                                  | 康樂及文化事務署             |
| 葵青區   | 葵涌石籬(二)邨                     | 葵青葵涌石篱街11號                       | 原為有蓋籃球場                                      | 香港房屋委員會               |
| 離島區   | 愉景灣康樂會                       | 大嶼山愉景山道                           | 2個室外                                             | 愉景灣康樂會                 |
| 離島區   | 海澄湖畔會所                       | 大嶼山愉景山道                           | 室外多用途球場(包括籃球、匹克球、足毽)              | 海澄湖畔會所                 |
| 離島區   | 富豪機場酒店                       | 赤鱲角香港國際機場暢達路9號4樓           | 1個室外                                             | 富豪機場酒店                 |
| 離島區   | 梅窩體育館                         | 大嶼山銀石街9號梅窩巿政大廈1樓           | 原為室內多用途場館                                  | 康樂及文化事務署             |

## 另見
- 香港網球場列表
- 香港羽毛球場列表

## 資料來源
1. ↑  .   [2024-10-19]. （原始内容存档于2024-12-18）.
2. ↑  .   [2024-10-18]. （原始内容存档于2023-11-29）.
3. ↑  .   [2024-12-31]. （原始内容存档于2024-07-22）.
4. ↑  .   [2024-10-19]. （原始内容存档于2024-07-23）.
5. ↑  .   [2024-10-19]. （原始内容存档于2024-10-01）.
6. ↑  .   [2024-11-01]. （原始内容存档于2024-08-09）.

- 康樂及文化事務署 開放指定體育館主場供個人預訂進行新興活動試驗計劃 （页面存档备份，存于）
- 康樂及文化事務署 開放指定免費戶外羽毛球場進行匹克球活動試驗計劃